# Iglesia de la Madre de Dios (Vladivostok)
La Iglesia de la Madre de Dios (en ruso: Церковь Пресвятой Богородицы) es una Iglesia católica de estilo gótico situada en Vladivostok en el extremo este de Rusia. Es la sede del decanato de Vladivostok el cual depende de la diócesis  de Irkutsk. Se encuentra en el número 22 de la calle Volodarsky.
Los Católicos, en su mayoría polacos, están presentes en Vladivostok desde mediados del siglo XIX. La primera parroquia católica registrada en el Lejano Oriente de Rusia apareció durante el reinado de Alejandro II en la ciudad de Nikolaevsk en recién fundada Amur en 1866. La ciudad era entonces la sede del Gobernador General de Extremo Oriente ruso. Cuando la flota se trasladó a Vladivostok, el nuevo puerto y la fortaleza en construcción atrajeron a una cantidad de personas que vinieron de todos los rincones del Imperio, incluyendo los católicos polacos, lituanos, etc. Que eran artesanos, comerciantes o trabajadores, o simples soldados. La asamblea municipal (Duma) donó a los católicos la tierra en 1885 hasta 1886. La parroquia en sí se erigió el 11 de enero de 1890, unos meses antes del inicio de la construcción del Transiberiano hasta Vladivostok a partir de mayo de 1891.